# Mihály Iglói
Mihály Iglói (* 5. September 1908 in Budapest; † 4. Januar 1998 ebenda) war ein ungarischer Leichtathlet und Leichtathletiktrainer. Er trainierte die Mittel- und Langstreckler Sándor Iharos, István Rózsavölgyi, László Tábori, Bob Schul und Jim Beatty, die 49 Weltrekorde erzielten.

## Karriere
Iglói begann als Stabhochspringer und war mit 19 Ungarischer Juniorenmeister. Von 1929 bis 1933 studierte er Sport an der Universität Budapest. Er wurde ungarischer Meister über 800 Meter und nahm an den Olympischen Spielen 1936 in Berlin über 1500 Meter teil; 1939 war er Mitglied der ungarischen Weltrekordstaffel über 4-mal 1500 Meter. Am Ende des Krieges wurde er von den sowjetischen Befreiern verhaftet und für fünf Jahre nach Sibirien deportiert. Nach seiner Rückkehr wurde er zunächst Lehrer für Geschichte und Sport, dann Trainer von Honvéd Budapest, dem Armee Sport Club, für die gesamte Leichtathletik. Die ersten Weltrekorde in den Mittel- und Langstrecken erreichten seine Athleten 1953 und danach in ungebrochener Folge, sodass sie die klaren Favoriten für die Olympischen Spiele in Melbourne 1956 waren. Nach dem Ungarischen Volksaufstand waren sie jedoch mental so außer Form, dass sie nichts gewinnen konnten.
Iglói und Tábori nutzten die Olympischen Spiele in Australien und kehrten nicht nach Ungarn zurück, sondern emigrierten in die USA. Igloi trainierte zunächst das ‘Santa Clara Youth Valley,‘ dann den ‘Los Angeles Track Club‘ und schließlich den Santa Monica Track Club. Mit Iglói begann der Aufschwung im amerikanischen Langstreckenlauf, da sein Schüler Jim Beatty als Erster in der Halle die Meile unter 4 Minuten lief. Bob Schul, Olympiasieger über 5000 Meter bei den Olympischen Spielen 1964 in Tokio, war der letzte große Sieger der Ära des Intervalltrainings. Zweiter in dem Endlauf wurde der von Ernst van Aaken trainierte Harald Norpoth.
Iglói wurde 1970 griechischer Nationaltrainer, wo seine Athleten ebenfalls viele nationale Rekorde brachen. Nach dem Fall der Kommunismus kehrte Iglói nach Ungarn zurück, wo er 1998 in Budapest verstarb. Seine Athleten erzielten 35 europäische, 45 US-amerikanische und 157 griechische nationale Rekorde.

## Trainingsmethoden
Iglóis Training beinhaltete einerseits reines Intervalltraining mit vielen Wiederholungen auf Strecken zwischen 100 und 400 Metern. Im Gegensatz zum Intervalltraining Freiburger Prägung nach Woldemar Gerschler und Herbert Reindell, war sein Training jedoch nicht physiologisch nach Pulswerten orientiert, sondern er favorisierte Stiltraining, wie es in den 1920er und 1930er Jahren gebräuchlich war. Durch das Stiltraining achtete er besonders auf Laufökonomie. Nach den Erfolgen Emil Zátopeks auf der Grundlage von Intervalltraining war die Laufökonomie in den Hintergrund des Trainings getreten. Durch den sehr hohen Trainingsumfang näherte er sich aber auch dem reinen Ausdauertraining an, das mit Ernst van Aaken und Arthur Lydiard international propagiert wurde. So brauchte Iglói im Training keine Stoppuhr, sondern unterbrach die Wiederholungsfolge, wenn das Training optisch nicht mehr dem gewünschten Standard (z. B. ‘good swing tempo‘) entsprach. Das Training entsprach dem Blocktraining. In Deutschland entsprach diese Trainingsmethode dem des Radrenntrainers Gustav Kilian.